# Dipartimento di Sanaga-Maritime
Il dipartimento di Sanaga-Maritime è un dipartimento del Camerun nella regione del Litorale. Maggiore attrazione paesaggistica del territorio è il complesso lacustre Lago Ossa

## Comuni
Il dipartimento è suddiviso in 8 comuni:
- Dizangué
- Édéa
- Massock-Songloulou
- Mouanko
- Ndom
- Ngambe
- Nyanon
- Pouma